# Горбатко, Виктор Васильевич
Ви́ктор Васи́льевич Горбатко́ (3 декабря 1934, Венцы, Гулькевичский район — 17 мая 2017, Москва) — советский космонавт.
Генерал-майор авиации, лётчик-космонавт СССР № 21, дважды Герой Советского Союза. С 1982 по 1985 год был председателем Спортивного комитета дружественных армий (СКДА). Председатель правления Всесоюзного общества филателистов (ВОФ; с апреля 1988 года), а после его реорганизации — председатель Центрального правления Союза филателистов СССР (с октября 1989 года по февраль 1992 года). В 2001—2009 годах Президент, с 2009 — почётный президент Союза филателистов России (СФР). Председатель Межгосударственного союза городов-героев и городов воинской славы. Председатель Президиума Общероссийского Совета по общественным наградам Российской Федерации.

## Биография
Родился 3 декабря 1934 года в посёлке Венцы, ныне Гулькевичского района Краснодарского края.
В 1953 году окончил Павлоградскую военную авиационную школу первоначального обучения лётчиков, в 1956 году — Батайскую военную авиационную школу лётчиков.
С 22 августа 1956 года служил лётчиком, а с 22 июня 1957 года — старшим лётчиком 86-го гвардейского истребительного авиационного полка 119-й истребительной авиационной дивизии 48-й Воздушной армии Одесского Военного округа.
В отряд космонавтов зачислен в 1960 году. В 1968 году закончил Военно-воздушную инженерную академию имени Н. Е. Жуковского, а в 1987 году стал начальником факультета этой академии.
Первый космический полёт совершил 12—17 октября 1969 года на космическом корабле «Союз-7» (продолжительность 4 суток 23 часа). Второй — в феврале 1977 года на космическом корабле «Союз-24» и орбитальной станции «Салют-5». Третий старт состоялся в июле 1980 года на космических кораблях «Союз-36», «Союз-37» и орбитальной станции «Салют-6» совместно с гражданином Вьетнама Фам Туаном.
9 июня 1970 года участвовал в шахматной партии «Космос — Земля» — первой в истории шахматной партии, сыгранной между космонавтами в полёте и «представителями Земли». На Земле в паре играли руководитель подготовки советских космонавтов, генерал-полковник авиации Николай Каманин и Виктор Горбатко, а в космосе — экипаж космического корабля «Союз-9» — Андриян Николаев и Виталий Севастьянов. Все участники были приняты в почётные члены Центрального шахматного клуба СССР.
Решением исполнительного комитета Тираспольского городского Совета депутатов трудящихся 12 апреля 1974 года космонавту Виктору Васильевичу Горбатко было присвоено звание «Почётный гражданин Тирасполя».
В 1974 году был избран председателем Центрального правления Общества советско-монгольской дружбы.
С 1982 по 1985 год был председателем Спортивного комитета дружественных армий (СКДА).
В марте 1989 года избран народным депутатом СССР по квоте Всесоюзного общества филателистов (1 мандат). На I съезде народных депутатов СССР стал членом Верховного Совета СССР.
В декабре 1991 года был одним из тех, кто подписал обращение к Президенту СССР и Верховному Совету СССР с предложением о созыве чрезвычайного Съезда народных депутатов СССР.
7 ноября 2003 года в городе Новокубанске Краснодарского края состоялось торжественное открытие памятной скульптуры Виктора Васильевича Горбатко. Скульптура воспроизводит облик Виктора Васильевича в скафандре космонавта, без шлема.
28 июня 2005 года подписал в числе 50 представителей общественности «Письмо в поддержку приговора бывшим руководителям „ЮКОСа“».
28 февраля 2015 года был доставлен в НИИ скорой помощи им. Н. В. Склифосовского с острым желудочно-кишечным кровотечением.
Умер 17 мая 2017 года от рака желудка. Похоронен на Федеральном военном мемориальном кладбище.
Статистика
| # | Стартовый корабль | Старт, UTC        | Экспедиция           | Корабль посадки | Посадка, UTC      | Налёт                       | Выходы в открытый космос | Время в открытом космосе |
| - | ----------------- | ----------------- | -------------------- | --------------- | ----------------- | --------------------------- | ------------------------ | ------------------------ |
| 1 | Союз-7            | 12.10.1969, 10:44 | Союз-7               | Союз-7          | 17.10.1969, 09:25 | 04 суток 22 часа 40 минуты  | 0                        | 0                        |
| 2 | Союз-24           | 07.02.1977, 16:11 | Союз-24, Салют-5 (2) | Союз-24         | 25.02.1977, 09:37 | 17 суток 17 часов 25 минут  | 0                        | 0                        |
| 3 | Союз-37           | 23.07.1980, 18:33 | Союз-37, Салют-6 (4) | Союз-36         | 31.07.1980, 09:49 | 07 суток 20 часов 42 минуты | 0                        | 0                        |
|   |                   |                   |                      |                 |                   | 30 суток 12 часов 47 минут  | 0                        | 0                        |

## Воинские звания
- Лейтенант (23.06.1956).
- Старший лейтенант (06.08.1958).
- Капитан (30.08.1960).
- Майор (23.03.1963).
- Подполковник (30.09.1965).
- Полковник (15.10.1969).
- Генерал-майор авиации (16.12.1982)

## Почётные звания и награды

### Государственные награды
- Две «Золотых Звезды» Героя Советского Союза (22 октября 1969, 5 марта 1977).
- Орден Дружбы (12 апреля 2011 года) — за большой вклад в развитие отечественной пилотируемой космонавтики и многолетнюю плодотворную общественную деятельность[15].
- Три ордена Ленина (22 октября 1969, 5 марта 1977, 1980).
- Орден Красной Звезды (17 июня 1961).
- Медаль «За отличие в охране государственной границы СССР» (1977).
- Две медали «За освоение целинных земель» (1969, 1977).
- Медаль «50 лет советской милиции» (1969).
- 10 юбилейных медалей.
- Виктор Горбатко в молодостиПремия Правительства Российской Федерации имени Ю. А. Гагарина в области космической деятельности (13 декабря 2011 года) — за развитие отечественной пилотируемой космонавтики, личное участие в осуществлении первых пилотируемых полётов, развитие международного сотрудничества в области космической деятельности, популяризацию достижений отечественной космонавтики[16].
- Почётная грамота Правительства Российской Федерации (26 февраля 2010 года) — за большой личный вклад в развитие пилотируемой космонавтики и укрепление дружбы и сотрудничества между государствами[17].

### Почётные звания
- Лётчик-космонавт СССР (1969)
- Заслуженный мастер спорта СССР (1969)[18]

### Почётный гражданин
Почётный гражданин  Батайска , Краснодара, Тирасполя и Ипатово.

### Награды других государств
- «Золотая Звезда» Героя МНР и орден Сухэ-Батора (МНР, 1971).
- «Золотая Звезда» Героя Труда и Орден Хо Ши Мина I степени (СРВ, 1980).
- Орден Боевого Красного Знамени (МНР, 1974).
- Медаль «Братство по оружию» (ГДР, 1979).
- Медаль «25 лет Народной власти» (НРБ).
- Медаль «За укрепление братства по оружию» (НРБ).
- Медаль «Братство по оружию» (ПНР).
- Медаль «40 лет освобождения» (КНДР).
- Медаль «Дружба» (МНР).
- Медаль «50 лет Монгольской Народной Революции» (1971).
- Медаль «60 лет Монгольской Народной Революции» (1981).
- Медаль «50 лет Монгольской Народной Армии» (1971).
- Медаль «60 лет Монгольской Народной Армии» (1981).
- Медаль «40 лет победы на Халхин-Голе» (МНР, 1979).
- Медаль «50 лет победы на Халхин-Голе» (МНР, 1989).
- Медаль «30 лет победы над японскими милитаристами» (МНР, 1975).

### Общественные награды
- Медаль «За выдающийся вклад в развитие коллекционного дела в России»[22].

## Горбатко в филателии
В апреле 1988 года на V Пленуме правления Всесоюзного общества филателистов избран председателем правления и членом Президиума ВОФ. В октябре 1989 года на VI съезде ВОФ избран председателем Центрального правления Союза филателистов СССР. На III съезде СФР, проходившем 1—2 декабря 2001 года, избран Президентом Союза филателистов России. 12 декабря 2009 года V съезд СФР избрал В. В. Горбатко почётным президентом СФР.
Полёты космических кораблей «Союз-7», «Союз-24» и «Союз-37» с участием Виктора Горбатко были отмечены выпусками почтовых марок.
- Марка СССР «Групповые полёты космонавтов на космических кораблях „Союз-6“, „Союз-7“, „Союз-8“», 1969, 10 копеек (ЦФА [АО «Марка»] #3810; Sc #3656)
- Марка СССР «Полёт космического корабля „Союз-24“», 1977, 10 копеек (ЦФА [АО «Марка»] #4701; Sc #4570)
- Марка СССР из серии «Полёт в космос шестого международного экипажа (СССР—СРВ)»; на марке В. В. Горбатко и Фам Туан у трапа стартовой установки ракеты-носителя, 1980, 6 копеек (ЦФА [АО «Марка»] #5096; Sc #4849)
- Виктор Горбатко на почтовой марке Приднестровья, 2020

## Память
- Имя Героя увековечено на мемориальной арке в Краснодаре.
- В 1979 году стал почётным гражданином города Батайска (Ростовская область)[25]
- 5 декабря 2013 гимназии № 64 города Уфы года присвоено имя В. В. Горбатко[26].
- 20 декабря 2014 года имя лётчика-космонавта В. В. Горбатко было присвоено средней школе в посёлке Венцы-Заря[10].
- 4 апреля 2018 года был открыт бюст  лётчика-космонавта Виктора Горбатко в Армавире.
- 1 декабря 2018 года в городе Новокубанск Краснодарского края открыли новый парк. Ему присвоили имя земляка, лётчика-космонавта В В.Горбатко. При входе в парк установили бюст космонавта.
- 20 октября 2020 года имя лётчика-космонавта В. В. Горбатко было присвоено МБОУ СОШ № 2 г. Горячий Ключ.